# Сан Јон (Њу Мексико)
Сан Јон (енгл. San Jon) град је у америчкој савезној држави Њу Мексико.

## Демографија
По попису из 2010. године број становника је 216, што је 90 (-29,4%) становника мање него 2000. године.
| Група             | 2000.       | 2010.       |
| Белци             | 199 (65,0%) | 132 (61,1%) |
| Афроамериканци    | 0 (0,0%)    | 1 (0,5%)    |
| Азијати           | 0 (0,0%)    | 6 (2,8%)    |
| Хиспаноамериканци | 98 (32,0%)  | 67 (31,0%)  |
| Укупно            | 306         | 216         |